# Pulkovo (Oblast' di Leningrado)
Pulkovo in russo Пулково? è un villaggio quasi disabitato e situato nel Lomonosovskij rajon nell'oblast' di Leningrado.